# Богдан Хмельницький (срібна монета 2015)
«Богда́н Хмельни́цький» — срібна ювілейна монета номіналом 10 гривень, випущена Національним банком України, присвячена 420-річчю від дня народження визначної особистості в історії України, політика, полководця, дипломата, фундатора Української козацької держави та її гетьмана (1648—1657) — Богдана (Зиновія) Хмельницького.
Монету введено в обіг 24 грудня 2015 року. Вона належить до серії «Герої козацької доби».
27 травня 2016 року монету визнано переможцем у номінації «Унікальне ідейне рішення» щорічного конкурсу «Краща монета року України» серед монет, які офіційно введені в обіг Національним банком України з 01 січня до 31 грудня 2015 року.

## Опис монети та характеристики
| Номінал грн. | Метал            | Маса, г | Діаметр, мм | Якість виготовлення | Гурт     | Тираж, штук |
| ------------ | ---------------- | ------- | ----------- | ------------------- | -------- | ----------- |
| 10           | срібло 999 проби | 31,1    | 32          | пруф                | рифлений | 3 000       |

### Аверс
У центрі аверсу на увігнутому дзеркальному тлі в обрамленні стилізованого лаврового вінка зображено відбиток печатки Богдана Хмельницького та розміщено: угорі напис «УКРАЇНА», унизу півколом номінал — «ДЕСЯТЬ ГРИВЕНЬ», ліворуч — малий Державний Герб України, під яким рік карбування — «2015», праворуч — позначення металу, його проби, маси в чистоті «Ag 999/31,1» та логотип Монетного двору Національного банку України.

### Реверс
На реверсі на дзеркальному тлі увігнутої поверхні монети відтворено: ліворуч — портрет Богдана Хмельницького художника Вільгельма Гондіуса (1651), праворуч — центральний фрагмент прапора гетьмана з його ініціалами та абревіатурою гетьманського титулу, унизу півколом розміщено напис «ГЕТЬМАН БОГДАН ХМЕЛЬНИЦЬКИЙ».

## Автори

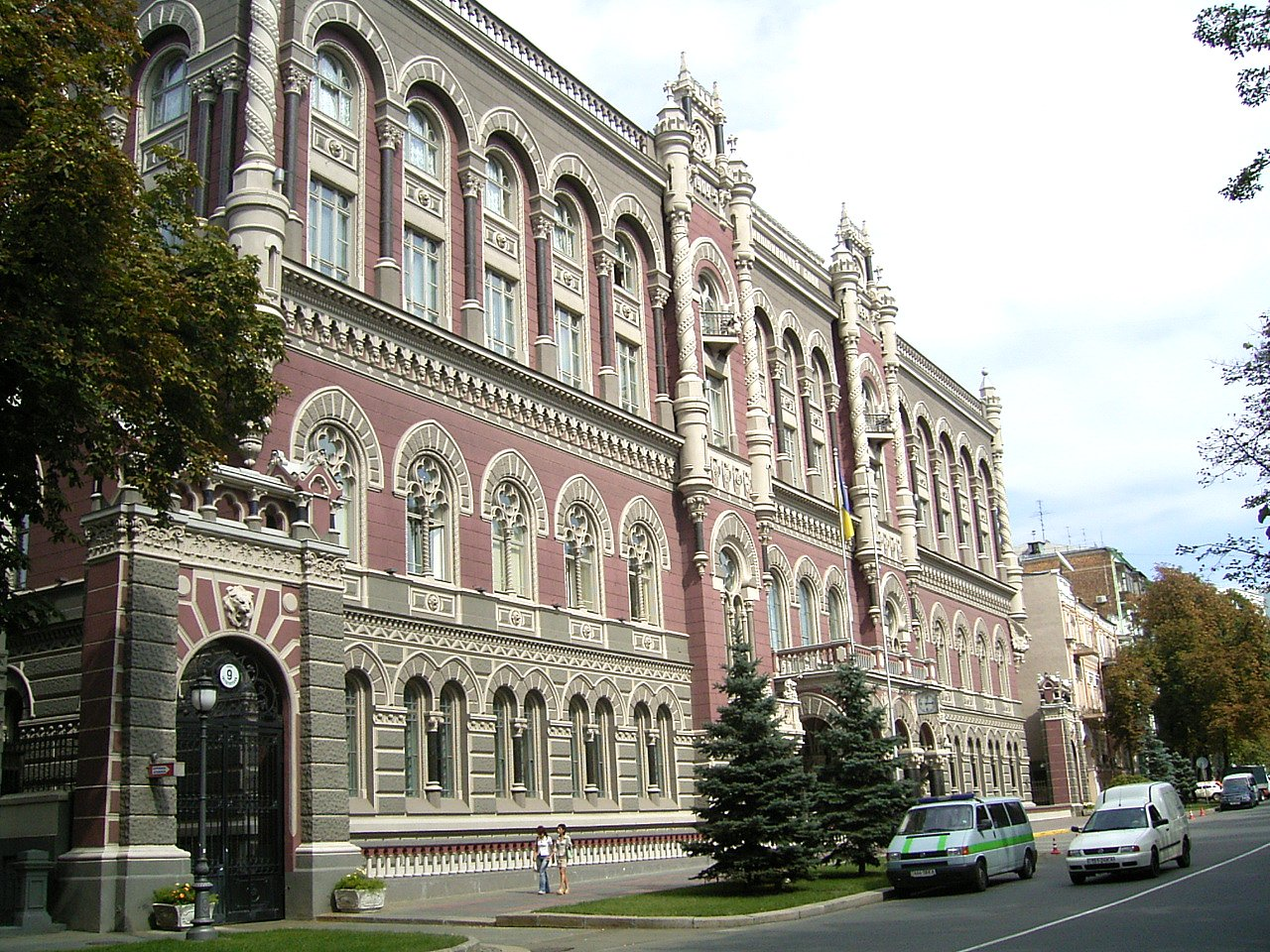
Будівля Національного банку України

- Художники: Таран Володимир, Харук Олександр, Харук Сергій.
- Скульптор — Дем'яненко Володимир.

## Вартість монети
Під час введення монети в обіг у 2015 році, Національний банк України реалізовував монету через свої філії за ціною 607 гривень.
Фактична приблизна вартість монети, з роками змінювалася так:
| Рік        | 2016  | 2017  | 2018  | 2019  | 2020  | 2021  | 2022  | 2023  | 2024  | 2025   |
| ---------- | ----- | ----- | ----- | ----- | ----- | ----- | ----- | ----- | ----- | ------ |
| Ціна, грн. | 1 350 | 1 850 | 1 950 | 2 400 | 2 500 | 3 000 | 3 300 | 6 000 | 9 400 | 10 700 |